# Mansfeld
Mansfeld is een plaats in de Duitse deelstaat Saksen-Anhalt, gelegen in de Landkreis Mansfeld-Südharz. De plaats telt 8.517 inwoners. Maarten Luther, in Duitsland Martin Luther genoemd, was een belangrijke Duitse protestantse theoloog en reformator en bracht een groot een deel van zijn jeugd door in Mansfeld.

## Historie
Voor het historische gebied en de graven en familie die dit gebied bestuurden, zie graafschap Mansfeld.

## Indeling gemeente
Tot de stad behoren de Kernstad met de stadsdelen Mansfeld en Leimbach en de volgende Ortschaften
| - Abberode - Annarode - Biesenrode - Braunschwende - Friesdorf | - Gorenzen - Großörner - Hermerode - Möllendorf - Molmerswende | - Piskaborn - Ritzgerode - Siebigerode - Vatterode |

Daarnaast kent de stad de volgende Ortsteile
- Blumerode
- Gräfenstuhl
- Rammelburg
- Steinbrücken
- Tilkerode

en de Wohnplätze Baumrode, Friedrichrode, Horbeck, Leinemühle, Rödgen en Saurasen.

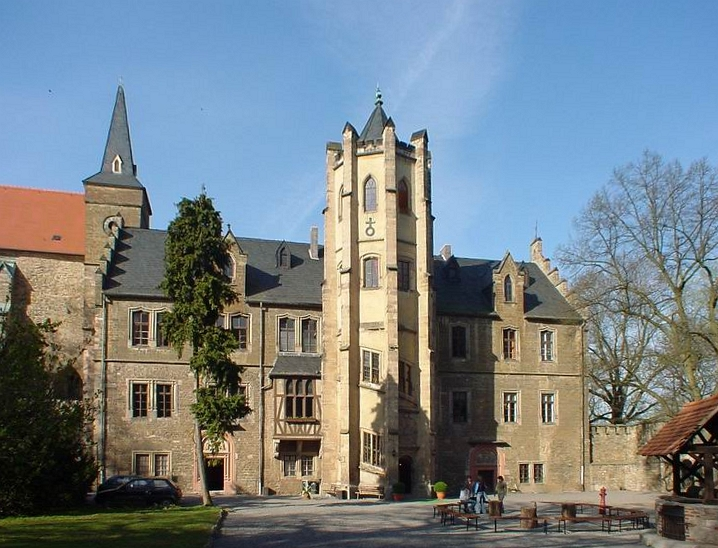
Kerk in Mansfeld
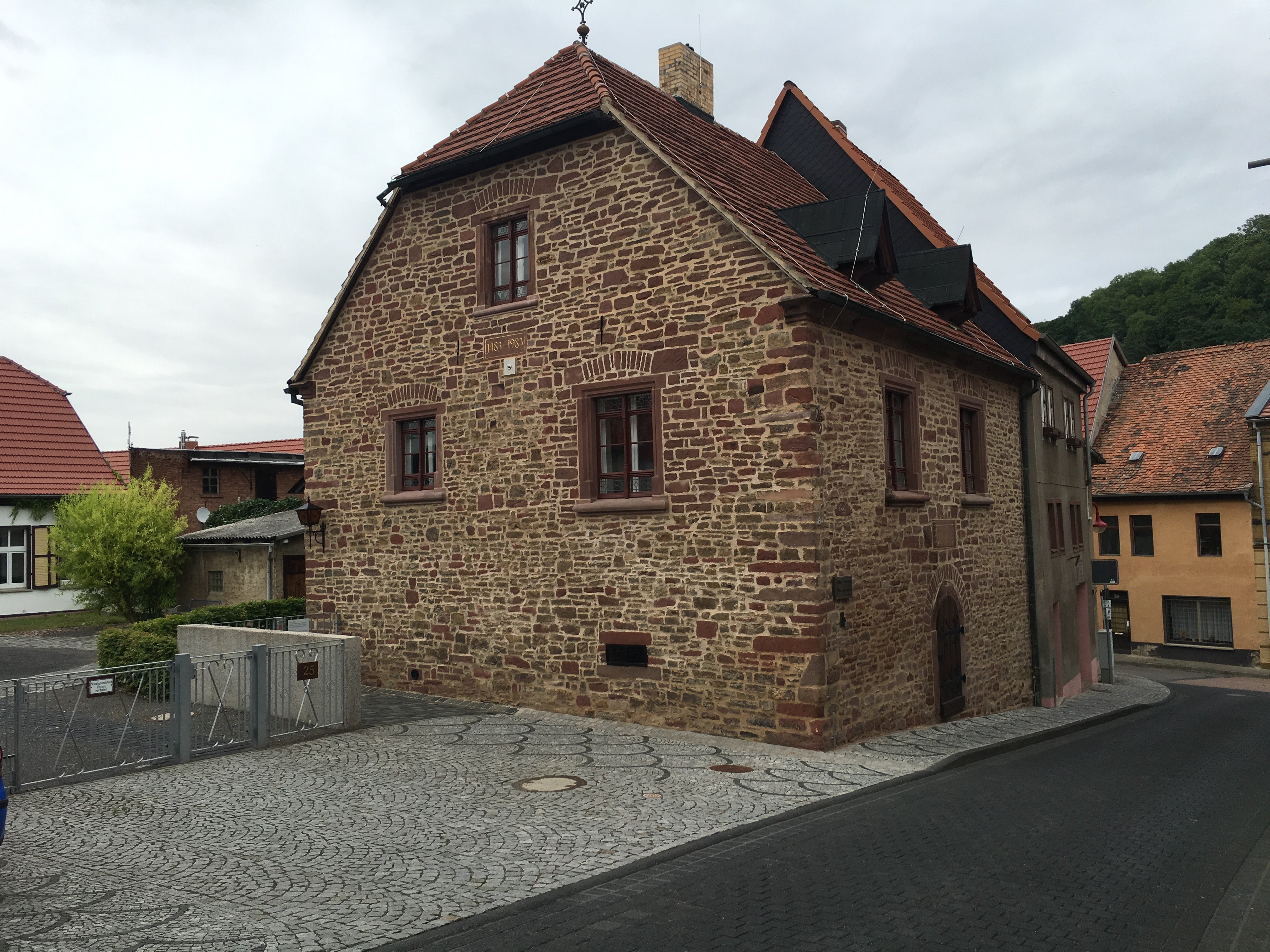
Het ouderlijk huis van Maarten Luther
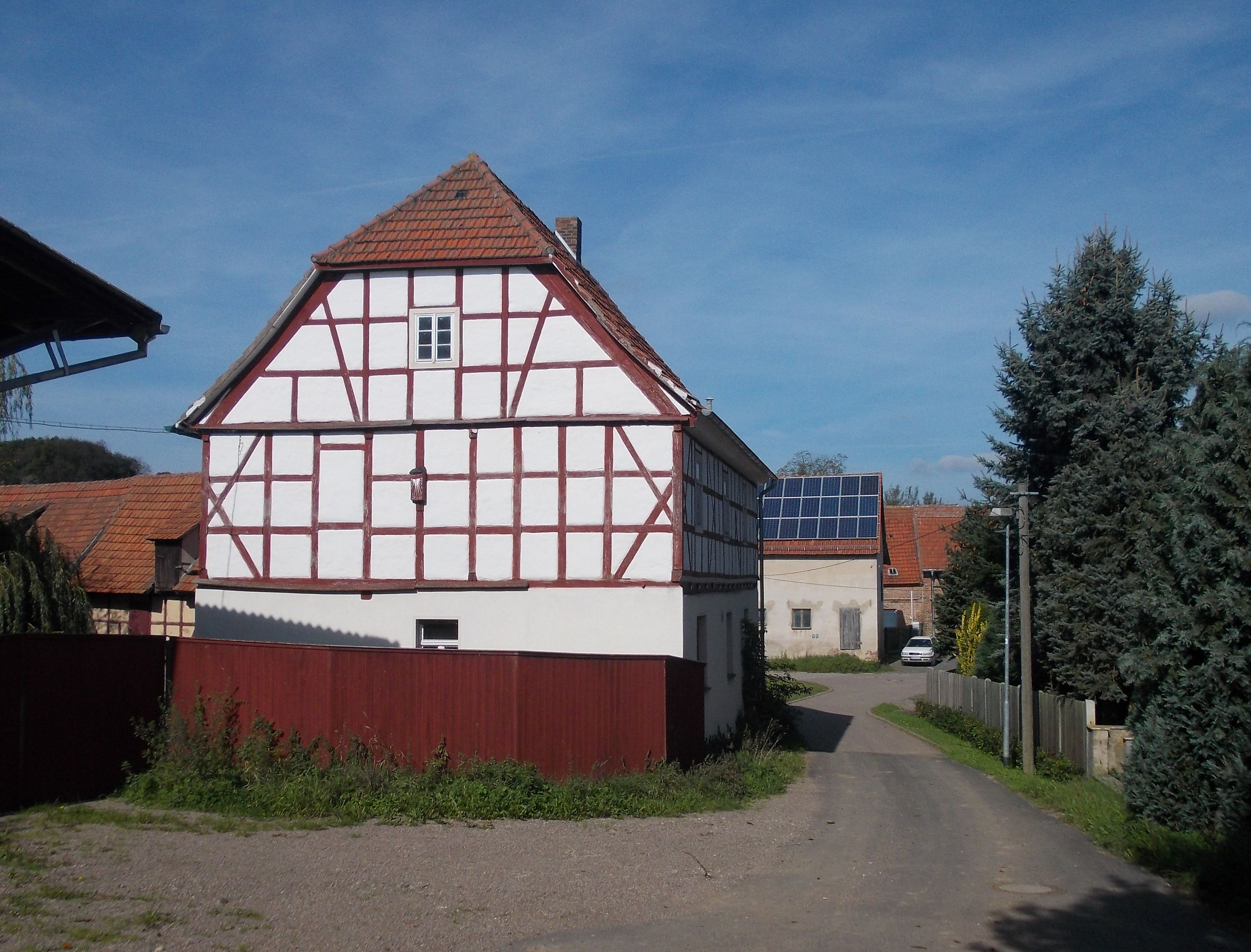
Een vakwerkhuis in Mansfeld

## Geboren in Mansfeld
- Franz Junghuhn (1809-1864),  ontdekkingsreiziger, indoloog, landmeter, arts, geograaf, geoloog en botanicus
- Gottfried Benn (1886-1956), schrijver en dichter (expressionisme)

Ahlsdorf ·
Allstedt ·
Arnstein ·
Benndorf ·
Berga ·
Brücken-Hackpfüffel ·
Blankenheim ·
Bornstedt ·
Edersleben ·
Eisleben ·
Gerbstedt ·
Helbra ·
Hergisdorf ·
Hettstedt ·
Kelbra ·
Klostermansfeld ·
Mansfeld ·
Sangerhausen ·
Seegebiet Mansfelder Land ·
Südharz ·
Wallhausen ·
Wimmelburg